# Station Sztum
Station Sztum is een spoorwegstation in de Poolse plaats Sztum.